# Nikolaus Elgard
Nikolaus Elgard, auch Elchard, Elchrod, Elschreid oder Elgardus (* um 1547 in Elchert (Nobressart) bei Arlon; † 11. August 1587 in Erfurt) war ein Weihbischof der katholischen Kirche.

## Leben
Er studierte Philosophie in Löwen und Trier, wo er zum Priester geweiht wurde, und setzte 1569 sein Studium in Rom am Collegium Germanicum fort. Dort promovierte er zum Doktor der Theologie.
1572 beauftragte ihn Bischof Otto Truchsess von Waldburg mit der Visitation des Bistums Augsburg.
1573 wurde er Kanoniker in Augsburg.
Er wurde im Streit um das Augsburger Augustinerkloster gemeinsam mit Nuntius Kaspar Gropper nach Rom gesandt, der ihn 1574 mit der Visitation im Eichsfeld, in Fulda und Franken beauftragte.
1575 erhielt er dazu auch einen päpstlichen Auftrag und visitierte auch Westfalen, Köln, Kleve und Trier.
1576 besuchte er im Auftrag von Papst Gregor XIII. gemeinsam mit Giovanni Morone den  Reichstag von Regensburg.
Auf dessen Vorschlag wurde er zum Weihbischof von Mainz ernannt und am 2. Februar 1578 von Bischof Daniel Brendel von Homburg geweiht. Er residierte in Erfurt, das damals zum Erzbistum Mainz gehörte und war dort die führende Person der Gegenreformation.

## Werke
- De laude virginitatis. (Postum anonym gedruckt.)